# Liste d'élections en 1879
Chronologie des élections
- 1875
- 1876
- 1877
- 1878
- 1879
- 1880
- 1881
- 1882
- 1883

Cet article recense les élections organisées durant l'année 1879.

## Élections nationales en 1879
Cette section concerne les élections législatives et présidentielles dans un état souverain, éventuellement fédéral, ainsi que leurs principaux référendums.
| Date                           | État       | Élection ou référendum                    | Contexte | Résultat |
| ------------------------------ | ---------- | ----------------------------------------- | -------- | --- |
| 3 juin 1878 - 3 septembre 1879 | États-Unis | Législatives (chambre (en) et sénat (en)) |          | Cette section est vide, insuffisamment détaillée ou incomplète. Votre aide est la bienvenue ! Comment faire ? |
| 5 janvier                      | France     | Sénatoriales                              |          | Cette section est vide, insuffisamment détaillée ou incomplète. Votre aide est la bienvenue ! Comment faire ? |
| 30 janvier                     | France     | Présidentielle                            |          | Cette section est vide, insuffisamment détaillée ou incomplète. Votre aide est la bienvenue ! Comment faire ? |
| Janvier - mai                  | Suisse     | Référendums (en)                          |          | Cette section est vide, insuffisamment détaillée ou incomplète. Votre aide est la bienvenue ! Comment faire ? |
| 1er mars                       | Uruguay    | Présidentielle (es)                       |          | Cette section est vide, insuffisamment détaillée ou incomplète. Votre aide est la bienvenue ! Comment faire ? |
| 20 avril - 3 mai               | Espagne    | Générales                                 |          | Cette section est vide, insuffisamment détaillée ou incomplète. Votre aide est la bienvenue ! Comment faire ? |
| 10 juin                        | Pays-Bas   | 2de Chambre (nl)                          |          | Cette section est vide, insuffisamment détaillée ou incomplète. Votre aide est la bienvenue ! Comment faire ? |
| 23 septembre                   | Grèce      | Législatives                              |          | Cette section est vide, insuffisamment détaillée ou incomplète. Votre aide est la bienvenue ! Comment faire ? |
| 19 octobre                     | Portugal   | Législatives (en)                         |          | Cette section est vide, insuffisamment détaillée ou incomplète. Votre aide est la bienvenue ! Comment faire ? |
| 1879                           | Chili      | Législatives (nl)                         |          | Cette section est vide, insuffisamment détaillée ou incomplète. Votre aide est la bienvenue ! Comment faire ? |

## Élections en subdivisions nationales en 1879
Cette section concerne les élections législatives dans un État fédéré, une subdivision territoriale ou une colonie d'un État souverain, ainsi que leurs principaux référendums.
| Date                     | Subdivision           | État               | Élection ou référendum | Contexte                                                                                                   | Résultat |
| ------------------------ | --------------------- | ------------------ | ---------------------- | --- | --- |
| 1879                     | Îles Féroé            | Danemark           | Générales (en)         | | Cette section est vide, insuffisamment détaillée ou incomplète. Votre aide est la bienvenue ! Comment faire ? |
| 1er - 30 janvier         | Bulgarie              | Empire ottoman     | Constituantes (en)     | | Cette section est vide, insuffisamment détaillée ou incomplète. Votre aide est la bienvenue ! Comment faire ? |
| 3 janvier                | Danemark              | Danemark           | Législatives (en)      | | Cette section est vide, insuffisamment détaillée ou incomplète. Votre aide est la bienvenue ! Comment faire ? |
| 4 février                | Île-du-Prince-Édouard | Canada             | Générales (en)         | Dernières éléctions en colonie britannique, avant de rejoindre la confédération canadienne le 1er juillet. | Cette section est vide, insuffisamment détaillée ou incomplète. Votre aide est la bienvenue ! Comment faire ? |
| 5 juin                   | Ontario               | Canada             | Générales              | 4e Législature                                                                                             | Cette section est vide, insuffisamment détaillée ou incomplète. Votre aide est la bienvenue ! Comment faire ? |
| 28 - 30 juin             | Cisleithanie          | Autriche-Hongrie   | Législatives (de)      | | Cette section est vide, insuffisamment détaillée ou incomplète. Votre aide est la bienvenue ! Comment faire ? |
| Juillet - décembre       | Norvège               | Suède-Norvège      | Législatives (en)      | | Cette section est vide, insuffisamment détaillée ou incomplète. Votre aide est la bienvenue ! Comment faire ? |
| 28 août - 15 septembre   | Nouvelle-Zélande      | Empire britannique | Générales (en)         | | Cette section est vide, insuffisamment détaillée ou incomplète. Votre aide est la bienvenue ! Comment faire ? |
| 15 - 30 septembre        | Suède                 | Suède-Norvège      | 1re Chambre (sv)       | | Cette section est vide, insuffisamment détaillée ou incomplète. Votre aide est la bienvenue ! Comment faire ? |
| 30 septembre - 7 octobre | Bulgarie              | Empire ottoman     | Législatives (en)      | | Cette section est vide, insuffisamment détaillée ou incomplète. Votre aide est la bienvenue ! Comment faire ? |
| 30 septembre             | Prusse                | Empire allemand    | Législatives           | Élections des députés à la Chambre des représentants de Prusse.                                            | Cette section est vide, insuffisamment détaillée ou incomplète. Votre aide est la bienvenue ! Comment faire ? |
| 16 décembre              | Manitoba              | Canada             | Générales (en)         | | Cette section est vide, insuffisamment détaillée ou incomplète. Votre aide est la bienvenue ! Comment faire ? |